# 杨秀锡
杨秀锡（1962年—），贵州天柱人，侗族，中华人民共和国政治人物、第十一届全国人民代表大会贵州地区代表。
毕业于贵州农学院林学系林学专业，是中共党员。担任贵州省三穗县委书记。2008年起担任全国人大代表。